# أريان 4

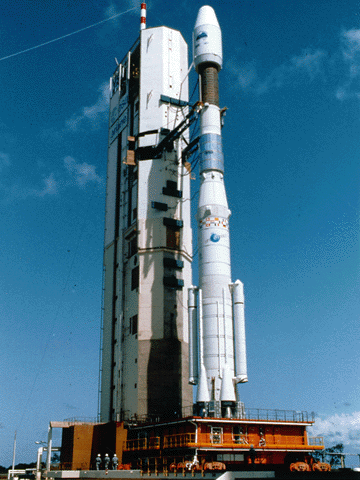
الإطلاق ال52 ل(آريون 4)

أريان 4 (بالإنجليزية: Ariane 4) هو صاروخ نقل استهلاكي يستعمل لنقل حمولة إلى مدار ثابت جغرافيا في الفضاء قريبا من الأرض أو إلى مدار حول الأرض. آريان 4 كان مشهور باسم 'العمود الفقري' لأسرة آريان. منذ أول رحلة له في 15 يونيو 1988 وحتى آخر يوم 15 فبراير 2003 ، حقق 116 عملية إطلاق ناجحة. كان من المعروف أنه متعدد أغراض الإطلاق.
لكن آريان 4 أثبت مثالية في إطلاق الاتصالات ووسائل رصد الأرض، وأيضاً لأغراض البحث العلمي. خلال الحياة العملية سيطر (آريان 4) على 50 ٪ من السوق في إطلاق الأقمار الصناعية التجارية، مما يدل على أن أوروبا لها القدرة على المنافسة في القطاع التجاري لإطلاق الأقمار الصناعية.

## التاريخ
في عام 1973 أحد عشر بلدا تم دعوتهم معا من قبل وكالة الفضاء الأوروبية (ESA)، قررت أوروبا أن تتخذ طريقها الخاص في مجال الفضاء وبذلك ولد برنامج آريان.
بعد ست سنوات في عام 1979، تم إطلاق الصاروخ آريان 1 في كورو. بعد تطوير العمل على أجياله 1 و2 و3، وكان (آريان 4) قادر على الاستفادة من الخبرة المكتسبة من هذه الأجيال السابقة.
برنامج التنمية بدأ في عام 1983 وأول عملية إطلاق ناجحة كانت يوم 15 يونيو 1988. النظام أصبح أساسا لأنظمة الإطلاق الفضائية الأوروبية، البرنامج مع سجل ممتاز من 113 رحلة ناجحة وفي ثلاثة رحلات فقط فشل إطلاق الصاروخ آريان 4 ، حمولته القصوى أعلى ب 1700 كغم من الصاروخ آريان 3 حيث تصل إلى 4800 كغم في (المدار الثابت بالنسبة للنقل)(GTO) سجل (آريان 4) 4946 كغم.
حصل فريق إطلاق آريان 4 على جائزة الإنجاز الفضائى من قبل مؤسسة الفضاء في عام 2004.

## الأجيال
كان آريان AR 40 النسخة الأساسية، مكون من ثلاث مراحل : 58.4 مترا، وقطره 3.8 متر، وكتلة الإقلاع 245 طن وحمولة قصوى تصل إلى 2100 كغم إلى 5000 كغم (GTO) أو إلى (مدار الأرض المنخفض). وكانت قوة الدفع الرئيسية من أربعة محركات طراز (فايكنغ 2B) كل محرك ينتج 667 كيلو نيوتن في الاتجاه. وكانت المرحلة الثانية عبارة عن واحد محرك طراز (فايكنغ 4B)، والمرحلة الثالثة عبارة عن محرك يعمل بالأوكسجين السائل والهيدروجين السائل (HM7-B). وكان AR 44L به إضافات أربعة صواريخ تعمل بالوقود السائل من أربع مراحل، وزنه 470 طن ويستطيع نقل حمولة من 4730 كغم إلى 7600 كغم (GTO) إلى مدار الأرض المنخفض.
| النوع   | محركات وقود سائل | محركات وقود صلب | الحمولة ل GTO, كغم | الإطلاق | النجاح | تاريخ الفشل    |
| ------- | ---------------- | --------------- | ------------------ | ------- | ------ | -------------- |
| AR 40   | -                | -               | 2100               | 7       | 7      | -              |
| AR 42P  | -                | 2               | 2930               | 15      | 14     | 1 ديسمبر 1994  |
| AR 42L  | 2                | -               | 3480               | 13      | 13     | -              |
| AR 44L  | 4                | -               | 4720               | 40      | 39     | 22 فبراير 1990 |
| AR 44LP | 2                | 2               | 4220               | 26      | 25     | 24 يناير 1994  |
| AR 44P  | -                | 4               | 3460               | 15      | 15     | -              |

## الإطلاقات
بدأ أطلاق آريان 4 في عام 1988. ومنذ ذلك الحين أنجز 116 رحلة مع معدل نجاح أكثر من 97 ٪. آخر إطلاق لآريان 4 كان يوم 15 فبراير 2003 ، وتم وضع القمر الصناعي إنتل سات 907 في مدار متزامن للأرض .

## اقرأ أيضا
- أريان 5